# 元瑛
元 瑛（げん えい、489年 - 525年）は、北魏の公主。

## 経歴
孝文帝と高貴人（文昭皇后）のあいだの娘として生まれた。宣武帝元恪の同母妹であった。
長楽長公主に封じられ、高琨（文昭皇后の兄）の子の高猛にとついだ。525年（孝昌元年）12月20日、洛陽で死去した。享年は37。

## 伝記資料
- 『魏書』巻83下 列伝第71下
- 『北史』巻80 列伝第68
- 魏故司空渤海郡開国公高猛夫人長楽長公主墓誌銘（元瑛墓誌）